# Tiberius Sempronius Longus (konsul 218 f.Kr.)
Tiberius Sempronius Longus (ca. 260 f.Kr. – ukendt) var en romersk konsul under den Anden Puniske Krig. Han blev i 219 f.Kr. valgt som konsul for året 218 f.Kr. sammen med Publius Cornelius Scipio (far til Scipio Africanus). Ved den Anden Puniske Krigs udbrud i 218 f.Kr. fik Longus ordre til at lede krigsindsatsen på Sicilien og i Afrika, mens Scipio blev sendt til den Iberiske Halvø for at angribe Hannibal. Longus fik i denne forbindelse tildelt kommandoen  over to romerske legioner, 16.000 allierede infanterister, 1.800 allierede kavalerister, 160 quinqueremer og 20 lettere fartøjer. Så snart hans hær var samlet, marchede han sine styrker til Sicilien. Med udgangspunkt fra Lilybaeum erobrede Longus Malta fra karthagerne.
Kort tid derefter – med Scipio såret og forfulgt af Hannibals styrker efter Slaget ved Ticinus – sendte Senatet bud efter Longus. Ved hans ankomst i december, og angiveligt mod Scipios råd, ledte Longus et ambitiøst angreb i forbindelse med Slaget ved Trebia. Hans hær stormede ind i en fælde og blev omringet af Hannibals bror, Magos, styrker. Selvom det var et knusende romersk nederlag, kæmpede Longus og en styrke på 10.000 infanterister sig vej gennem de bagerste karthagiske linjer og i sikkerhed.
I januar 217 f.Kr. vendte Longus tilbage til Rom for at overse valgene af de nye konsuler. Han blev efterfulgt af Gajus Flaminius og vendte tilbage til sin hær i deres vinterlejr.
I 215 f.Kr. kæmpede Longus mod Hanno ved Grumentum. Hans hær dræbte 2.000 fjendtlige mænd og fangede yderligere 280, hvilket tvang Hanno ud af Lucania tilbage til Bruttium og tillod byerne Vercellium, Vescellium og Sicilinum at blive genindtaget for Rom.
Han er far til Tiberius Sempronius Longus, som var konsul i 194 f.Kr.